# Cai Qi
Cai Qi  (chino: 蔡 奇; pinyin: Cài Qí; nacido el 5 de diciembre de 1955) es un político chino, actual secretario del Partido Comunista de Pekín y miembro del Politburó del Partido Comunista de China.
Cai comenzó su carrera en la provincia de Fujian. Se ha desempeñado sucesivamente como alcalde de Sanming, alcalde de Quzhou, secretario del Partido Comunista de Taizhou, Zhejiang y alcalde de Hangzhou. A partir de 2010 se desempeñó como Vicegobernador Ejecutivo de la provincia de Zhejiang, y en 2014 fue trasladado a Pekín para desempeñarse como subdirector de la Oficina General al servicio de la Comisión de Seguridad Nacional (rango equivalente a ministro).
En gran parte debido a la amplia experiencia de Cai trabajando en la provincia de Zhejiang, se cree que es un aliado político del secretario general del Partido, Xi Jinping. Cai también era conocido por su amplio uso de las redes sociales y su enfoque poco ortodoxo de la gobernanza. [2] Cai se ha referido a Xi como "Xi Dada" (padre) y "¡Jefe Xi!" en los medios públicos. The Economist opinó en 2017 cuando Cai "subió rápidamente en las filas del Partido Comunista" que "Xi Jinping ha elegido a un hombre inusual para dirigir la ciudad capital". Se dice que Cai era fanático de la serie de televisión House of Cards de Kevin Spacey, y fue citado como fanático del producto iPhone.

## Años de Pekín
En marzo de 2014, se dijo que Cai fue trasladado a Pekín para trabajar como subjefe de la Oficina General de la Comisión de Seguridad Nacional, un organismo dirigido por el secretario general del partido, Xi Jinping, aunque no se hizo ningún anuncio oficial sobre este nombramiento. Dada su experiencia laboral en Zhejiang y su puesto y antigüedad actual, Cai ha sido nombrado miembro del llamado "Nuevo Ejército de Zhijiang", es decir, funcionarios que en un momento trabajaron bajo Xi Jinping durante su mandato como jefe del partido de Zhejiang.
Después de su traslado a Pekín, Cai dejó de actualizar sus diversas cuentas de redes sociales. La única indicación de su paradero apareció en imágenes de noticias en numerosas "sesiones de estudio" del Politburó del Partido Comunista de China, donde se lo mostró sentado junto a otros funcionarios de nivel ministerial, lo que sugiere que era un funcionario de pleno derecho provincial-ministerial. rango y trabajando para la organización central del partido. Posteriormente se confirmó que se desempeñaba como Subdirector de la Oficina de la Comisión de Seguridad Nacional.
El 31 de octubre de 2016, Cai fue nombrado alcalde interino de Pekín, en sustitución de Wang Anshun; fue confirmado en enero de 2017.
En mayo de 2017, Cai Qi fue nombrado secretario del partido de Pekín. El nombramiento de Cai rompió casi todas las convenciones de la tradición política posterior a la Revolución Cultural: no era miembro ni miembro suplente del Comité Central, y asumió un cargo que, en circunstancias normales, se le otorgaría como miembro del Politburó. La medida le aseguró un escaño en el Politburó del XIX Congreso del Partido.
En junio de 2017, Cai fue nombrado presidente del Comité Organizador de Pekín para los Juegos Olímpicos y Paralímpicos de Invierno de 2022.
En junio de 2020, Cai fue designado para liderar el equipo encargado de la eliminación del coronavirus en el mercado de Xinfadi.